# Ивановка (Окнянский район)
Ивановка (укр. Іванівка) — село, относится к Окнянскому району Одесской области Украины.
Население по переписи 2001 года составляло 128 человек. Почтовый индекс — 67942. Телефонный код — 4861. Занимает площадь 0,43 км². Код КОАТУУ — 5123183002.

## Местный совет
67942, Одесская обл., Окнянский р-н, с. Новосамарка